# Un enfant dans la tourmente
À ne pas confondre avec Une enfant dans la tourmente, un film français sorti en 1952.
Pour plus de détails, voir Fiche technique et Distribution.
Un enfant dans la tourmente (Il prato delle volpi) est un téléfilm franco-italien en deux parties réalisé par Piero Schivazappa. Produit par Rai 1, il est primodiffusé sur la chaîne italienne en 1990 et en France sur TF1 en 1992.

## Synopsis
ça se passe au Printemps 1944, un enfant est seul avec sa nourrice pendant la Seconde Guerre mondiale.

## Fiche technique
Sauf indication contraire, les informations mentionnées dans cette section peuvent être confirmées par la base de données cinématographiques IMDb,  présente dans la section « Liens externes ».
- Titre en français : Un enfant dans la tourmente
- Titre original italien : Il prato delle volpi[1]
- Réalisation : Piero Schivazappa
- Scenario : Luigi Malerba, Piero Schivazappa[1]
- Photographie :	Emilio Loffredo[1]
- Montage : Tatiana Casini Morigi
- Musique : Bernard Gérard[1]
- Son : Sylviane Bouget
- Décors : Luciano Calosso[1]
- Assistant-réalisateur : Lorenzo Molossi
- Production : Piero Schivazappa
- Société de production : Rai 1 (Rome), Hamster Productions (Paris), Taurus Film (Monaco), Tangram Film (Paris)[2]
- Pays de production :  Italie -  France
- Langue originale : Italien
- Format : Couleur
- Durée : 180 min (3 h 0) en deux épisodes
- Genre : Drame
- Dates de primodiffusion :
  - Italie : 1er avril 1990 et 2 avril 1990 (Rai 1[2])
  - France : 22 août 1992 (TF1[3])

## Distribution
- Carlo Delle Piane : Don Gabriele
- Ilona Grübel (de) : Helga
- Jean-Claude Bouillon : Vittorio
- Bernard Fresson : Docteur Paroni
- Éva Darlan : Tante Cielia
- Michele Buttarelli : Valentino
- George Hilton : Taddei
- Hubert Kramar : Lieutenant Winkler